# كيت بانكس
كيت بانكس (بالإنجليزية: Kate Banks)‏ هي كاتِبة وكاتبة للأطفال أمريكية، ولدت في 13 فبراير 1960.